# Ленгеруд
Ленгеруд (перс. لنگرود‎) — город в Северном Иране, в провинции Гилян. Один из трёх крупных городов дельты р. Сефидруд. Расположен в 5-10 км от к югу от побережья Каспийского моря, в 50 км к юго-востоку от более крупного г. Решт. Как и в других городах этой части Ирана, в Ленгеруде часто встречаются дома из красного кирпича, черепичные крыши. Многочисленны базары, а также огромные рыбные ряды. основное занятие горожан — рыболовство, растениеводство. В окрестностях города благодаря хорошему увлажнению имеются плантации зелёного чайного листа.

## История
Первое упоминание Ленгеруда относится к 1118—1119 годам. В конце XIX — начале XX веков был одним из немногих персидских городов, активно торговавших с Российской империей. В 1937 году Реза-шах (1924—1941) провел реформу, в ходе которой была образована провинция Лахиджан. В состав этой провинции входил Ленгерудский район. В конце 1960-х Лахиджан был разделен на 3 шахрестана.
Во время правления династии Каджаров, Ленгерудом управляла знатная семья Монаджем-Бази. Их усадьба осталась одним из наиболее привлекающих туристов достопримечательностей города.

## Демография
Ленгеруд является 4-м по численности населения городом в остане Гилян. С 1956 по 1986 года в городе наблюдался небывалый демографический подъём. Население выросло с 14 580 жителей до 45 910, но к 2006 году рост замедлился.
Основное население составляют гилянцы, которые говорят на диалекте Лахиджи. Существует курдское меньшинство, которое обосновалось там во время правления Ахмад-шаха. Они разводят быков.

## Экономика
В начале XX века в Ленгеруде выращивали пшеницу и лен. Сейчас — рис и шелк. Город остается ведущим поставщиком шелка в Гиляне. Уровень производительности снизился с 5 497 (в 2000 году) тонн в год до 1653 (в 2007 году).

## Население
| Год                     | 1986   | 1991   | 1996   | 2006   | 2012 (прогноз) |
| Население, тыс. жителей | 45 910 | 42 518 | 56 620 | 65 369 | 69 837         |

## Известные уроженцы
- Фарзин Факр Йазери[англ.] — иранский художник, писатель и поэт.